# Олександрійська міська рада
Олександрі́йська міська́ ра́да — орган місцевого самоврядування Олександрійської громади у Кіровоградській області.

## Історія
Населення у віданні ради становило 118 тисяч осіб у 1993 році, 93 143 осіб на початок 2011 р., 92 150 осіб (90 058 — міське, 2 092 — сільське) на 1 червня 2014 р..
Перед адміністративно-територіальною реформою в межах території з якої обиралася рада мешкало 91 947 осіб (станом на 1 вересня 2015 року).
До 2020 року міській раді підпорядковувалися:
- м. Олександрія
- Олександрійська селищна рада
  - смт Олександрійське
- Пантаївська селищна рада
  - смт Пантаївка
- Звенигородська сільська рада
  - с. Звенигородка
  - с. Марто-Іванівка
  - с. Олександро-Степанівка
  - с. Головківське

## Склад ради
Рада складається з 36 (до 2015 з 50) депутатів та голови.
- Голова ради: Кузьменко Сергій Анатолійович
- Секретар ради: Косяк Вікторія Олександрівна

### Керівний склад ради
| Прізвище, ім'я, по батькові | Основні відомості                                                       | Дата обрання | Дата звільнення |
| --------------------------- | ----------------------------------------------------------------------- | ------------ | --------------- |
| Скічко Олексій Омелянович   | Міський голова, 1946 року народження, безпартійний                      | 26.03.2006   | 31.10.2010      |
| Цапюк Степан Кирилович      | Міський голова, 1954 року народження, освіта вища, член Партії регіонів | 31.10.2010   | 25.10.2015      |
| Цапюк Степан Кирилович      | Міський голова, 1954 року народження, освіта вища, безпартійний         | 25.10.2015   | 25.10.2020      |

Примітка: таблиця складена за даними джерела

### Депутати
За результатами місцевих виборів 2015 року депутатами ради стали:
За суб'єктами висування
| Суб'єкт висування                      | Кількість обраних депутатів | %     |
| -------------------------------------- | --------------------------- | ----- |
| Блок Петра Порошенка «Солідарність»    | 8                           | 22.22 |
| Опозиційний блок                       | 8                           | 22.22 |
| Партія «Об'єднання „Самопоміч“»        | 5                           | 13.89 |
| Всеукраїнське об'єднання «Батьківщина» | 5                           | 13.89 |
| Радикальна партія Олега Ляшка          | 4                           | 11.11 |
| Сила людей                             | 3                           | 8.33  |
| УКРОП                                  | 3                           | 8.33  |

#### Обрані 2010 року
За результатами місцевих виборів 2010 року депутатами ради стали:
За суб'єктами висування
| Суб'єкт висування                                                                    | Кількість обраних депутатів | %  |
| ------------------------------------------------------------------------------------ | --------------------------- | -- |
| Партія регіонів                                                                      | 30                          | 60 |
| Партія промисловців і підприємців України                                            | 6                           | 12 |
| Політична партія «Сильна Україна»                                                    | 6                           | 12 |
| Комуністична партія України                                                          | 3                           | 6  |
| Політична партія Всеукраїнське об'єднання «Батьківщина»                              | 2                           | 4  |
| Політична партія «УДАР (Український Демократичний Альянс за Реформи) Віталія Кличка» | 2                           | 4  |
| Єдиний Центр                                                                         | 1                           | 2  |

За округами
| № округу                                                                             | Прізвище, ім'я, по батькові      | Дата визнання обраним | Освіта             | Партійна приналежність                                                                     | Відомості про обраного депутата                                                                      |
| ------------------------------------------------------------------------------------ | -------------------------------- | --------------------- | ------------------ | ------------------------------------------------------------------------------------------ | --- |
| Єдиний Центр                                                                         |                                  |                       |                    |                                                                                            | |
| 22                                                                                   | Буза Михайло Серафимович         | 19.11.2010            | середня спеціальна | позапартійний                                                                              | пенсіонер                                                                                            |
| Комуністична партія України                                                          |                                  |                       |                    |                                                                                            | |
| б/м                                                                                  | Ставицька Вікторія Іванівна      | 05.11.2010            | вища               | член Комуністичної партії України                                                          | Олександрійська міська рада, секретар                                                                |
| б/м                                                                                  | Бугайченко Іван Миколайович      | 05.11.2010            | вища               | член Комуністичної партії України                                                          | пенсіонер                                                                                            |
| б/м                                                                                  | Субботін Володимир В'ячеславович | 25.01.2013            | вища               | член Комуністичної партії України                                                          | тимчасово не працює                                                                                  |
| Партія промисловців і підприємців України                                            |                                  |                       |                    |                                                                                            | |
| б/м                                                                                  | Мукієнко Ірина Миколаївна        | 05.11.2010            | вища               | позапартійна                                                                               | Олександрійський міськрайонний центр зайнятості, директор                                            |
| б/м                                                                                  | Вольський Юрій Вікторович        | 05.11.2010            | вища               | позапартійний                                                                              | Кіровоградська ОДА, начальник головного управління та розвитку інфраструктури                        |
| б/м                                                                                  | Голобородько Віктор Валентинович | 05.11.2010            | вища               | член Партії промисловців і підприємців України                                             | газета «Городской курьер», редактор                                                                  |
| 11                                                                                   | Сайко Євген Гарійович            | 05.11.2010            | вища               | позапартійний                                                                              | ПП «Автоспец», директор                                                                              |
| 12                                                                                   | Коваленко Сергій Петрович        | 05.11.2010            | вища               | позапартійний                                                                              | Олександрійський колегіум — спеціалізована школа, директор                                           |
| 15                                                                                   | Мажара Дмитро Володимирович      | 05.11.2010            | вища               | позапартійний                                                                              | КП «Олександрійський центральний ринок», директор                                                    |
| Партія регіонів                                                                      |                                  |                       |                    |                                                                                            | |
| б/м                                                                                  | Холодов Олександр Фомич          | 05.11.2010            | вища               | позапартійний                                                                              | Олександрійська міська лікарня № 1, завідувач хірургічного відділення                                |
| б/м                                                                                  | Мариненко Галина Григорівна      | 05.11.2010            | вища               | позапартійна                                                                               | приватний підприємець                                                                                |
| б/м                                                                                  | Чумак Ольга Миколаївна           | 05.11.2010            | вища               | член Партії регіонів                                                                       | Олександрійська міська рада в Кіровоградській обл., заступник міського голови                        |
| б/м                                                                                  | Сосна Людмила Василівна          | 05.11.2010            | вища               | член Партії регіонів                                                                       | загальноосвітній навчальний заклад № 12, директор                                                    |
| б/м                                                                                  | Кожемяченко Анатолій Григорович  | 05.11.2010            | вища               | позапартійний                                                                              | приватний підприємець                                                                                |
| б/м                                                                                  | Власенко Микола Григорович       | 05.11.2010            | вища               | член Партії регіонів                                                                       | Державне управління охорони навколишнього природного середовища в Кіровоградській області, начальник |
| б/м                                                                                  | Горошко Анатолій Олегович        | 05.11.2010            | вища               | член Партії регіонів                                                                       | комунальне підприємство «Житлогосп», директор                                                        |
| б/м                                                                                  | Терещенко Лілія Володимирівна    | 05.11.2010            | вища               | член Партії регіонів                                                                       | загальноосвітній навчальний заклад № 12, заступник директора                                         |
| б/м                                                                                  | Дьячук Сергій Степанович         | 05.11.2010            | вища               | позапартійний                                                                              | Олександрійська міська рада, заступник міського голови                                               |
| б/м                                                                                  | Головачова Оксана Володимирівна  | 05.11.2010            | вища               | член Партії регіонів                                                                       | ВАТ науково-виробниче об'єднання "Етал «, інженер                                                    |
| б/м                                                                                  | Гаращенко Олег Васильович        | 05.11.2010            | вища               | член Партії регіонів                                                                       | комунальне підприємство „Жигулі“ Олександрійської міської ради, директор                             |
| б/м                                                                                  | Письменна Світлана Михайлівна    | 05.11.2010            | вища               | член Партії регіонів                                                                       | Олександрійська міська лікарня № 1, лікар-хірург                                                     |
| б/м                                                                                  | Петренко Тетяна Іванівна         | 05.11.2010            | вища               | член Партії регіонів                                                                       | загальноосвітній навчальний заклад № 10, директор                                                    |
| б/м                                                                                  | Буц Олена Миколаївна             | 30.11.2012            | вища               | позапартійна                                                                               | Дошкільний навчальний заклад № 23, завідувач                                                         |
| 1                                                                                    | Шмаков Федір Федорович           | 05.11.2010            | вища               | член Партії регіонів                                                                       | приватне підприємство „Будмонтаж“, директор                                                          |
| 2                                                                                    | Рожков Микола Степанович         | 05.11.2010            | вища               | член Партії регіонів                                                                       | приватний підприємець                                                                                |
| 3                                                                                    | Лобунська Олена Анатоліївна      | 05.11.2010            | вища               | позапартійна                                                                               | Олександрійська гімназія Т. Г. Шевченка ЗНЗ І-ІІ ст. Школа мистецтв», директор                       |
| 4                                                                                    | Абажей Григорій Петрович         | 05.11.2010            | вища               | позапартійний                                                                              | міський палац культури, директор                                                                     |
| 5                                                                                    | Дюбкін Анатолій Леонідович       | 05.11.2010            | вища               | член Партії регіонів                                                                       | комунальне підприємство «Олександрія -водоканал», заступник директора                                |
| 6                                                                                    | Флоря Віталій Вікторович         | 05.11.2010            | вища               | член Партії регіонів                                                                       | Олександрійська дитячо-юнацька спортивна школа, директор                                             |
| 7                                                                                    | Лоцман Геннадій Григорович       | 05.11.2010            | вища               | позапартійний                                                                              | приватний підприємець                                                                                |
| 8                                                                                    | Коваль Людмила Петрівна          | 05.11.2010            | вища               | позапартійна                                                                               | приватний підприємець                                                                                |
| 9                                                                                    | Кравченко Борис Євгенійович      | 05.11.2010            | вища               | член Партії регіонів                                                                       | загальноосвітній навчальний заклад № 15, директор                                                    |
| 10                                                                                   | Маслов Микола Васильович         | 05.11.2010            | вища               | член Партії регіонів                                                                       | приватний підприємець                                                                                |
| 13                                                                                   | Боса Любов Олександрівна         | 05.11.2010            | вища               | позапартійна                                                                               | Олександрійська міська лікарня № 1, завідувач акушерським відділенням                                |
| 14                                                                                   | Мартиненко Віктор Миколайович    | 05.11.2010            | вища               | член Партії регіонів                                                                       | комунальне підприємство «Олександрія-водоканал», директор                                            |
| 17                                                                                   | Цапюк Олександр Григорович       | 05.11.2010            | вища               | член Партії регіонів                                                                       | Науково-виробниче підпрємство «Уран», директор                                                       |
| 18                                                                                   | Бараник Віктор Іванович          | 05.11.2010            | вища               | позапартійний                                                                              | Олександрійська міська лікарня № 1, завідувач офтальмологічним відділенням                           |
| 19                                                                                   | Дичко Анатолій Дмитрович         | 05.11.2010            | вища               | член Партії регіонів                                                                       | приватний підприємець                                                                                |
| 24                                                                                   | Бондар Ольга Михайлівна          | 05.11.2010            | вища               | член Партії регіонів                                                                       | приватне підприємство «Шляховик», директор                                                           |
| Політична партія Всеукраїнське об'єднання «Батьківщина»                              |                                  |                       |                    |                                                                                            | |
| 16                                                                                   | Костенко Марія Григорівна        | 05.11.2010            | вища               | член Всеукраїнського об'єднання «Батьківщина»                                              | пенсіонер                                                                                            |
| 25                                                                                   | Тарасенко Леонід Федорович       | 05.11.2010            | вища               | позапартійний                                                                              | Пантаївський дитячий дім, кухар                                                                      |
| Політична партія «Сильна Україна»                                                    |                                  |                       |                    |                                                                                            | |
| б/м                                                                                  | Тімакіна Лілія Володимирівна     | 05.11.2010            | вища               | член Політичної партії «Сильна Україна»                                                    | центр правової підтримки, адвокат                                                                    |
| б/м                                                                                  | Осінський Сергій Олександрович   | 05.11.2010            | вища               | член Політичної партії «Сильна Україна»                                                    | ТОВ «Тандем», директор                                                                               |
| б/м                                                                                  | Смакула Павло Мирославович       | 05.11.2010            | вища               | член Політичної партії «Сильна Україна»                                                    | приватний підприємець                                                                                |
| 20                                                                                   | Дожджаник Володимир Васильович   | 05.11.2010            | вища               | член Політичної партії «Сильна Україна»                                                    | TOB ТРК «Маяк», директор                                                                             |
| 21                                                                                   | Іванков Віталій Валерійович      | 05.11.2010            | вища               | член Політичної партії «Сильна Україна»                                                    | ПП «Мегосервіс Плюс», директор                                                                       |
| 23                                                                                   | Проквас Віталій Миколайович      | 05.11.2010            | вища               | член Політичної партії «Сильна Україна»                                                    | ЗАТ «Олександрійська швейна фабрика», директор                                                       |
| Політична партія «УДАР (Український Демократичний Альянс за Реформи) Віталія Кличка» |                                  |                       |                    |                                                                                            | |
| б/м                                                                                  | Ліщенко Костянтин Олександрович  | 05.11.2010            | середня спеціальна | член Політичної партії «УДАР (Український Демократичний Альянс за Реформи) Віталія Кличка» | приватний підприємець                                                                                |
| б/м                                                                                  | Віряскіна Світлана Миколаївна    | 05.11.2010            | вища               | член Політичної партії «УДАР (Український Демократичний Альянс за Реформи) Віталія Кличка» | приватний підприємець                                                                                |